# 미국 대 SCRAP 사건
미국 대 SCRAP 사건(United States v. SCRAP(Students Challenging Regulatory Agency Procedures) 412 U.S. 669 (1973))은 미국 연방대법원의 유명판례이다.

## 사건개요
SCRAP은 5명의 조지워싱턴 대학교 법학대학원생 동아리로 이들의 법인격없는 사단이었다. 환경의 질을 향상시키라고 요구하며 주간 통상 위원회(Interstate Commerce Commission)가 전국적으로 거의 모든 화물의 단위중량당 운임에 대한 2½%의 할증금정지실패에 대해 이의를 제기하였다. SCRAP의 각 구성원은 화물의 단위중량당 운임구조의 반환경적인 영향에 의해 유발된 경제적, 오락적(recreational), 그리고 심미적인(aesthetic) 해(harm)를 입었다면서 당사자적격을 주장하였다. 이러한 화물의 단위중량당 운임구조에 의해 완성된 제조물에 더 많은 비용을 지불해야만 했고, 상승된 운임은 그들이 숲, 강, 하천 등등의 활용에 부정적인 영향을 미쳤다고 주장하였다. 또한 각 구성원은 재활용 가능한 폐기물에 대한 처분에 지불되어야 하는 비용총계의 상승 때문에 더 많은 세금을 내야만 했다고 주장하였다. 따라서 이러한 할증금은 ICC가 그에 대한 자세한 환경영향평가자료를 제시하는데 실패했기 때문에 불법적인 것이라고 주장하였다. 결국 2.5%의 할증금은 재활용구조에 부정적인 영향을 미쳤으며 따라서 환경에 영향을 미치는 주요한 연방의 행위라고 주장하였다. 이로 인해 쓰레기가 증가하는 것을 이유로 SCRAP이 침해이익을 들어 소를 제기하였다.

## 판시사항
연방대법원은 이를 받아들이면서 “환경자원을 활용하며 공기를 호흡하는 모든 사람은 환경단체가 여기서 주장하는 것과 같은 유사한 해를 주장할 수 있는 것”이라고 판단하였다. 연방대법원의 다수의견은 “많은 사람들이 단순이 동종의 손해를 겪는다고 하여 당사자적격이 부정되어야 하는 것은 아니다”라고 판시하면서 당사자적격을 인정하였다.